# 申傑里夫
49°3′6″N 28°38′41″E / 49.05167°N 28.64472°E
申傑里夫（烏克蘭語：Шендерів），是烏克蘭的村落，位於該國西南部文尼察州，由文尼察區負責管轄，面積15.89平方公里，海拔高度239米，2001年人口280，人口密度每平方公里17.62人。